# Grawand
Die Grawand (italienisch Croda delle Cornacchie), früher auch Krahwand geschrieben, ist eine 3251 m s.l.m. hohe Bergspitze im Schnalskamm, einer Bergkette in den Ötztaler Alpen in der italienischen Provinz Südtirol. Etwa 50 Meter westlich unterhalb des Gipfels liegen ein Hotel und die Bergstation der von Kurzras im Schnalstal heraufführenden Schnalstaler Gletscherbahn. In unmittelbarer Umgebung am Hochjochferner erstreckt sich ein Skigebiet, das bis 2013 sogar im Sommer betrieben werden konnte. Zuerst bestiegen wurde die Grawand 1853 anlässlich der k.k. militärischen Triangulation.

## Lage und Umgebung
Die Grawand liegt am südlichen Rand des ausgedehnten Hochjochferners, der sich hier bis zu einer Höhe von knapp 3200 Metern hinaufzieht. Benachbarte Berge sind im Verlauf des Kamms im Nordwesten die 3202 Meter hohe (nach anderen Angaben 3195 m) Graue Wand und im Nordosten, getrennt durch das Fineiljoch (3125 m), die Schwarze Wand mit 3354 Metern Höhe. Nach Südwesten fällt der Schnalskamm an dieser Stelle hinab ins Schnalstal und nach Nordosten über den Hochjochferner hinunter ins Rofental. Die nächste dauerhaft besiedelte Ortschaft ist das Südtiroler Kurzras, das etwa ein Kilometer Luftlinie in südwestlicher Richtung liegt.

## Touristische Erschließung
Kurz unterhalb des Grawandgipfels liegt das Glacier Hotel Grawand auf 3212 Metern Höhe, das nur über die seit 1975 bestehende Seilbahn, oder zu Fuß von Kurzras aus erreichbar ist. Es dient als Stützpunkt für das unmittelbar anschließende Gletscherskigebiet auf dem Hochjochferner. Wanderwege führen zur etwa zweieinhalb Kilometer entfernten nördlich gelegenen Schutzhütte Schöne Aussicht (Albergo Bella Vista auf 2842 Metern Höhe) und weiter zum alpinen Wegübergang Hochjoch (2770 m), wo die Grenze zu Österreich überschritten wird. Ein Weg in südöstlicher Richtung führt hinunter ins Fineiltal und weiter über Vernagt nach Unser Frau im Schnalstal.

## Name
Der erste Namensbestandteil geht auf mundartlich grōb bzw. grōwe mit der Bedeutung „grau“ zurück, die Grawand ist somit eine  „graue Wand“. Die früher gebräuchliche Alternativschreibung Krahwand basiert auf der irrtümlichen Annahme, es liege etymologisch eine „Krähen-Wand“ zugrunde.

## Galerie

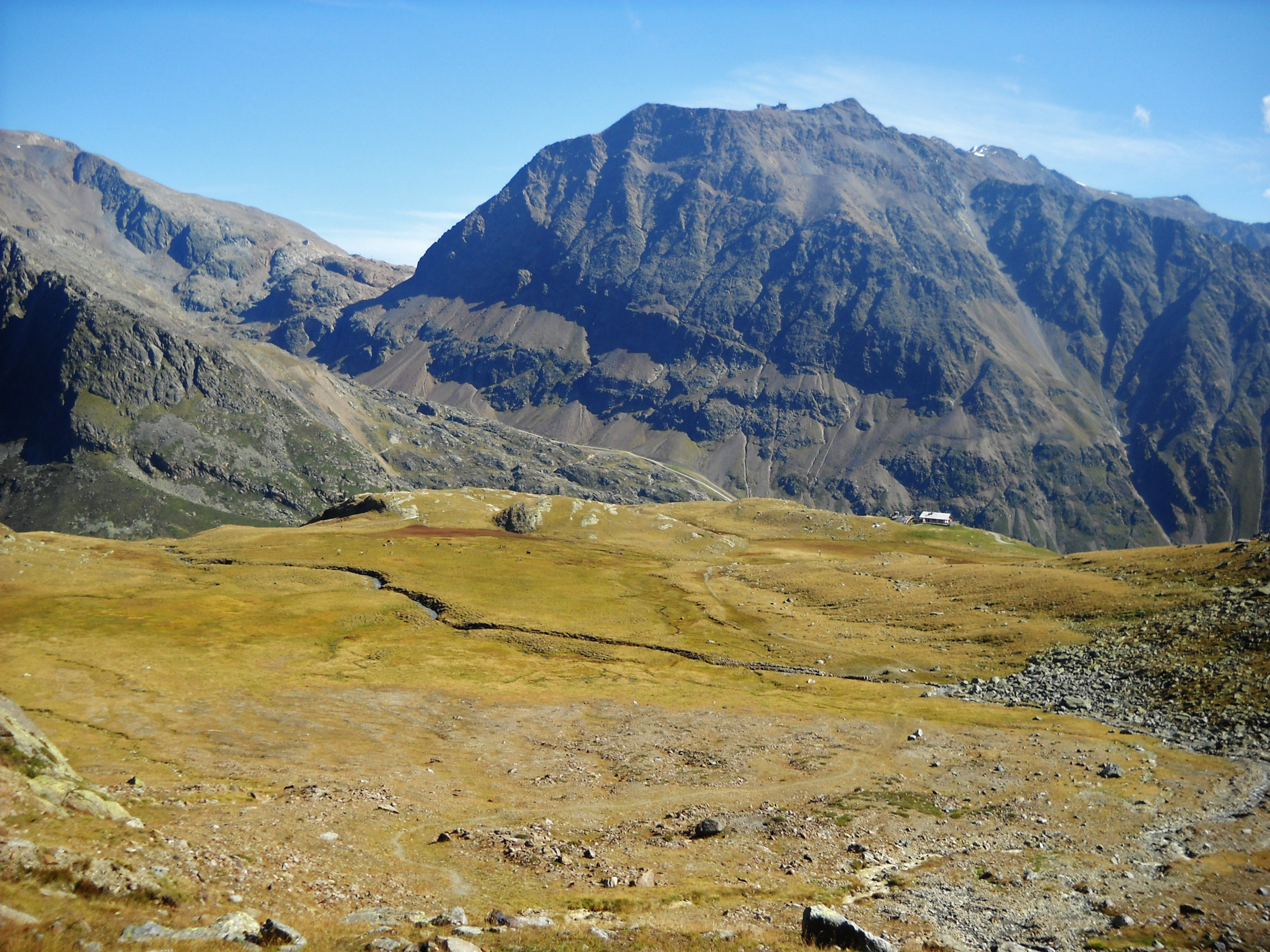
Grawand-Südwestseite von der Lazaunalm westlich von Kurzras aus
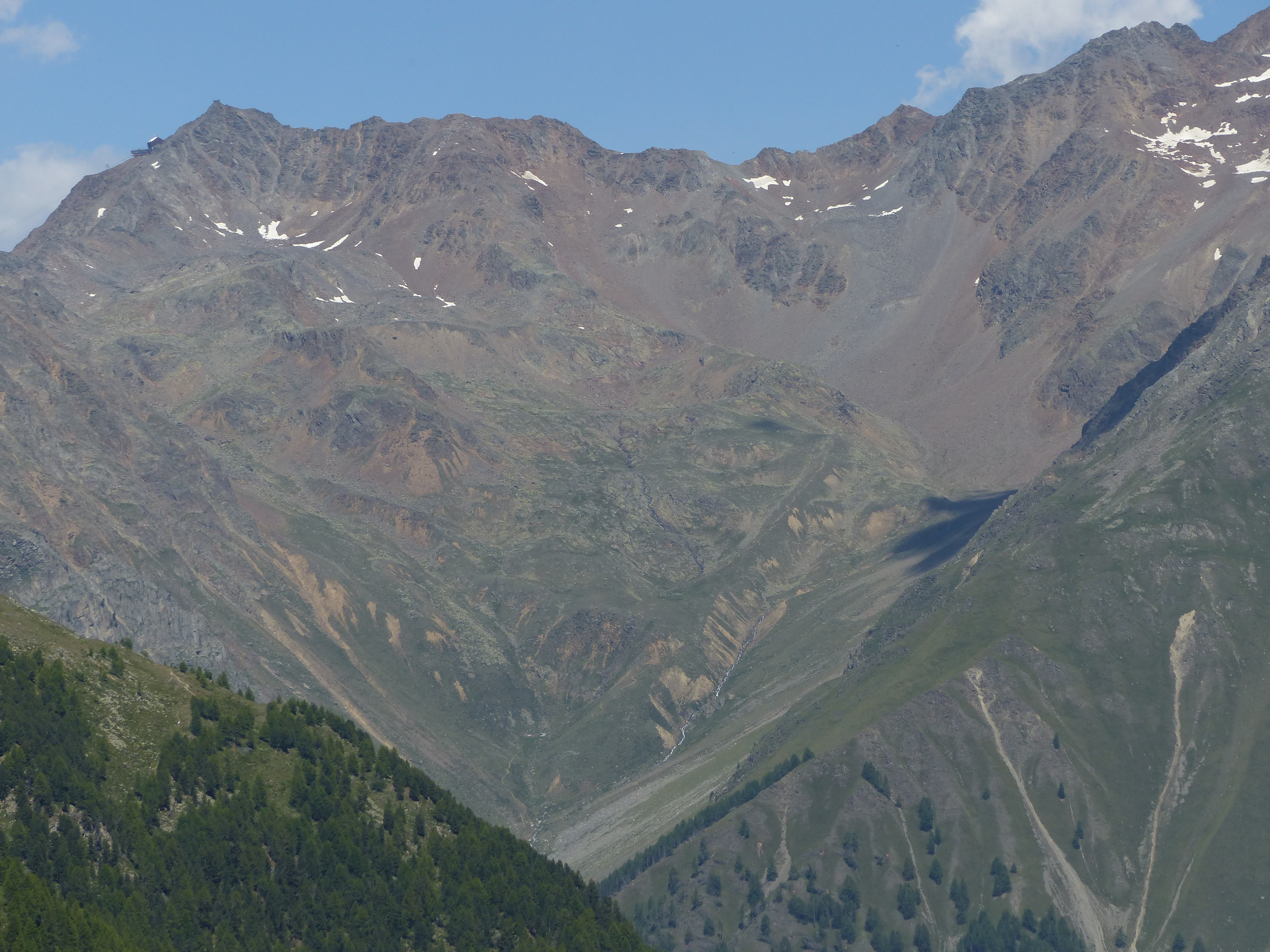
Grawand-Südostseite über dem Finailtal, vom Mastaunbichl südlich von Unser Frau aus